# Oratori attici

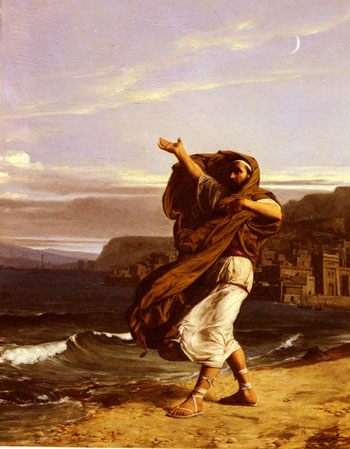
La vita dei dieci oratori attici fu descritta nella Vita dei dieci oratori dello Pseudo-Plutarco. Questa tela di Lecomte du Nouÿ riprende la notizia (di Libanio nellIntroduzione agli Argomenti delle orazioni di Demostene, 4) secondo la quale l'oratore, per potenziare la voce, si esercitava declamando di fronte al mare in tempesta.

Si chiamano tradizionalmente oratori attici i grandi oratori o logografi, del V e del IV secolo a.C. elencati in modo differente a seconda degli autori. Si tratta generalmente di dieci nomi, elencati nel Canone alessandrino di Aristofane di Bisanzio e Aristarco di Samotracia.

## Il canone dei dieci oratori
1. Antifonte, il primo di cui i discorsi siano stati pubblicati
2. Andocide, un oratore "dilettante" in quanto i suoi discorsi riguardano la sua vita
3. Lisia, specialista in cause giudiziarie
4. Isocrate, logografo e poi insegnante di retorica in una scuola da cui uscirono oratori e storici di grande valore
5. Iseo, specialista in questioni riguardanti le eredità
6. Eschine, avversario di Demostene
7. Licurgo di Atene, avversario di Filippo II di Macedonia
8. Demostene, che usò la cui eloquenza a sostegno delle sue convinzioni politiche
9. Iperide, avversario di Filippo II di Macedonia, come Demostene
10. Dinarco, logografo filomacedone

## Storia
Andando indietro nel tempo, già al tempo di Omero (VIII-IX secolo a.C.), l'arte oratoria era molto apprezzata nella Grecia antica. Nell'Iliade, il guerriero Achille è descritto come "un oratore di parole" e "uno che agisce con parole e con fatti".
Fino al V secolo a.C., tuttavia, l'oratoria non veniva insegnata espressamente. Infatti, alla metà di quel secolo l'oratore siciliano Corace insieme al suo alunno Tisia, cominciarono lo studio formale della retorica. Nel 427 a.C. un altro greco di Sicilia, Gorgia, giunto ad Atene come membro di un'ambasciata inviata ad Atene dagli abitanti di Leontini con l'incarico di chiederne la protezione contro Siracusa, ebbe un successo strepitoso rivelandosi insuperabile nell'arte oratoria. L'approccio intellettuale di Gorgia all'arte oratoria, con idee, forme di espressione e metodi di argomentazione nuovi, fu continuato da Isocrate, un retore del IV secolo a.C. Alla fine l'arte oratoria divenne l'oggetto centrale degli studi nel sistema di istruzione greco.
Agli oratori attici si ispirò più tardi il movimento retorico-stilistico dell'Atticismo, i cui seguaci privilegiavano uno stile semplice, anziché ricercato.